# Wohnhaus Hinter der Holzpforte 3
Das Wohnhaus Hinter der Holzpforte 3 befindet sich in Bremen, Stadtteil Mitte im  Schnoorviertel, Hinter der Holzpforte 3 Ecke Wüstestätte. Es entstand 1601/1625.
Das Gebäude steht seit 1973 unter Bremer Denkmalschutz.

## Geschichte

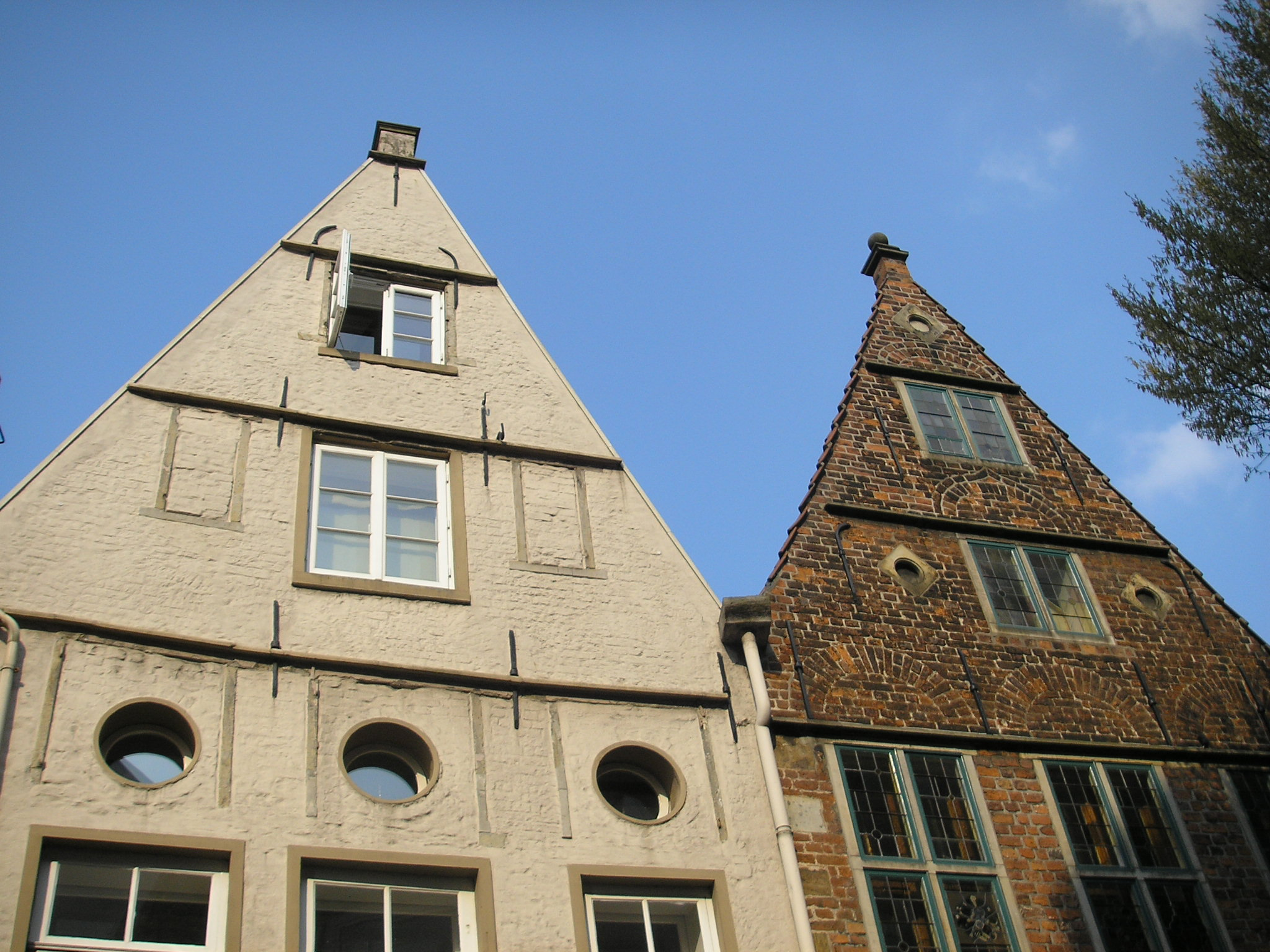
Links: Hinter der Holzpforte 3

Die ursprüngliche Bevölkerung des Schnoors bestand überwiegend aus Flussfischern und Schiffern. In der Epoche des Klassizismus und des Historismus entstanden von um 1800 bis 1890 die meisten oft kleinen Gebäude. Im weiteren Verlauf wurde es zum Arme-Leute-Viertel, das in weiten Bereichen verfiel – vor allem nach dem Zweiten Weltkrieg.
1959 wurde von der Stadt ein Ortsstatut zum Schutz der erhaltenswerten Bausubstanz beschlossen. Die Häuser wurden dokumentiert und viele seit den 1970er Jahren unter Denkmalschutz gestellt. Ab den 1960er Jahren fanden mit Unterstützung der Stadt Sanierungen, Lückenschließungen und Umbauten im Schnoor statt.
Das zwei- bzw. hinten dreigeschossige, vorderseitig verputzte Giebelhaus mit einem Satteldach, den markanten runden Fenstern über dem Ersten Obergeschoss und den rückwärtigen Fenstern mit einem Rundbogen im Giebel wurde 1601/1625 in der Epoche der Renaissances gebaut.

Das Haus hat als direkte Nachbarn das Concordenhaus (rechts) und das Teestübchen im Schnoor (links).

Heute (2018) wird das Haus durch Läden, Büros und zum Wohnen genutzt.
Der Straßenname Hinter der Holzpforte erinnert an die beiden mittelalterlichen Holtporten in der Bremer Stadtmauer, durch die das in Form von Flößen die Weser herab beförderte Holz in die Stadt geschafft werden konnte.